# Delilah Asiago
Delilah Asiago (* 24. Februar 1972) ist eine kenianische Langstreckenläuferin.
In den 1990er Jahren gehörte sie mit Bestzeiten von 31:22 min über 10 km und 1:09:05 h über die Halbmarathon-Distanz zu den weltbesten Straßenläuferinnen. 1995 wurde sie vom Running Times Magazine zum Road Racer of the Year gekürt.
1999 wurde sie beim Silvesterlauf von São Paulo positiv auf Doping getestet und von der IAAF mit einer Sperre von zwei Jahren belegt.
Nach deren Ablauf spezialisierte sie sich auf die Marathondistanz. Ihre Bestzeit stellte sie 2004 mit 2:37:24 als Sechste des Rotterdam-Marathons auf. 2006 gewann sie den Dubai-Marathon, bei dem sie im Jahr zuvor knapp den Sieg verpasst hatte, nachdem sie auf dem letzten Kilometer von Krämpfen und Übelkeit heimgesucht wurde.